# خالد الأطرش
خالد الأطرش دبلوماسي وسياسي فلسطيني، وهو عضو في حركة فتح. عمل سفيرًا لدولة فلسطين لدى البوسنة والهرسك ولاحقًا لدى جمهورية التشيك.

## حياته
وُلد خالد الأطرش في مخيم عين الحلوة في صيدا بلبنان. اضطرت عائلته بأكملها للانتقال إلى العاصمة السورية دمشق، وهناك واصل الأطرش دراسته، وحصل على درجة البكالوريس في الهندسة المدنية من جامعة دمشق، ثم حصل لاحقًا على درجة الماجستير في إدارة الأعمال.
في 19 يناير 2010، سلّم نسخة من أوراق اعتماده سفيرًا لفلسطين لدى البوسنة والهرسك، واستمر في المنصب حتى عام 2014.
لاحقًا عمل سفيرًا لدولة فلسطين لدى جمهورية التشيك منذ تسليم أوراق اعتماده في 30 سبتمبر 2014 واستمر حتى أبريل 2025.